# Hyperion (fa)
A Hyperion óriás örökzöld mamutfenyő (Sequoia sempervirens) fa Észak-Kaliforniában, a Redwood Nemzeti Parkban, amely 115,55 méteres magasságával a világ legmagasabb élő fája. (Fatömegét tekintve azonban nem a legnagyobb örökzöld mamutfenyő, ezt a címet a szintén észak-kaliforniai Lost Monarch birtokolja.)
A Hyperiont 2006. szeptember 8-án fedezte fel Chris Atkins és Michael Taylor.
Magasságát Stephen Sillett állapította meg. Korábban a csaknem 113 méter magas Sztratoszféraóriást tartottak a világ legmagasabb fájának. A Hyperiont a park egy elhagyatott részében találták. Pontos helyét nem tárták fel a nyilvánosság előtt, nehogy a sok emberi látogató megzavarja a környék ökoszisztémáját. A Hyperion fája a becslések szerint 502 m³ volumenű.
Kutatók szerint a fa azért nem nőhetett valamivel még magasabbra, mert a csúcsánál a harkályok károkat okoztak benne.

## Külső hivatkozások
- Hyperion Redwood: More Information with arborist photo documentation
- Hyperion Redwood: More Information Arborist M.D. Vaden's Hyperion page with clues
- Complete Tallest Redwoods List: with Hyperion & other tall trees of the world
- Video: World's Tallest Tree Towers Over California - National Geographic